# دل سول-لوما لیندا، تگزاس
دل سول-لوما لیندا (به انگلیسی: Del Sol-Loma Linda) یک منطقهٔ مسکونی در ایالات متحده آمریکا است که در شهرستان سن پاتریسیو، تگزاس واقع شده‌است. دل سول-لوما لیندا ۷٫۲ کیلومتر مربع مساحت و ۷۲۶ نفر جمعیت دارد